# Avaremala, Kanakapura
Avaremala là một làng thuộc tehsil Kanakapura, huyện Ramanagara, bang Karnataka, Ấn Độ.